# Makeni
Makeni est une ville de 87 679 habitants en Sierra Leone. C'est la capitale du district de Bombali et la cinquième du pays. Makeni est à 177 km au nord-est de la capitale Freetown.

## Religion
Makeni est le siège d'un évêché catholique.